# Ofensiva de Ar-Rutbah em 2016
A ofensiva de Ar-Rutbah (2016) foi uma ofensiva militar no Iraque lançada pelo exército iraquiano para recapturar a cidade estratégica de Ar-Rutbah do Estado Islâmico, juntamente com o restante do distrito de Ar-Rutba.

## Antecedentes
Em 13 de março, um alto general iraquiano informou que Estado Islâmico retirou-se completamente da cidade de Ar-Rutbah para Al-Qa'im, após começarem a debandar na noite anterior. A retirada foi confirmada por um membro do conselho de segurança de Anbar. Também foi relatado que o Estado Islâmico havia abandonado a cidade de Kabisa e que, igualmente, havia se retirado de Hīt até certo ponto, com aviões de guerra iraquianos bombardeando os militantes durante a retirada. Esta seria a primeira vez que o Estado Islâmico se retirou de uma grande área urbana sem combates e o recuo ocorreu depois das últimas derrotas do Estado Islâmico no campo de batalha na Síria e na província de Anbar, incluindo uma recente ofensiva contra Hīt. No entanto, o Estado Islâmico retornou à cidade no dia seguinte.

## A ofensiva
Em 16 de maio, o exército iraquiano lançou uma ofensiva para recapturar a cidade de Ar-Rutbah e o restante do distrito de Ar-Rutba. O exército iraquiano atacou a cidade por três direções. Um oficial estadunidense afirmou que Ar-Rutbah não era tão bem defendida pelo Estado Islâmico como Ramadi ou Fallujah, e que havia várias centenas de militantes jihadistas baseados na cidade. Em 17 de maio, o comandante das Operações em Anbar, Major General Hadi Rseg anunciou que o exército iraquiano recapturou totalmente Ar-Rutbah e as áreas circundantes no Distrito Ar-Rutbah. Durante os confrontos, pelo menos quatro soldados iraquianos foram mortos e outros cinco ficaram feridos, e cerca de cem combatentes jihadistas foram mortos. A cidade possuía valor estratégico, pois se encontra em importantes rotas de trânsito entre o Iraque e a Jordânia. Sua recaptura negou ao Estado Islâmico uma "zona de apoio crítico".